# Kristin Knebel
Kristin Knebel (* 1969) ist eine deutsche Kunsthistorikerin und Museumsdirektorin.

## Leben
Knebel studierte Kunstgeschichte, mittelalterliche Geschichte und evangelische Theologie (Kirchengeschichte) an der Universität Jena, wo sie 2003 mit dem Thema „Kunst und Sammlersinn – Goethes Sammlungen der figürlichen Kleinbronzen“ promovierte.
Knebel arbeitete ab 2003 in Projekten der Klassik Stiftung Weimar bei der 3. Thüringer Landesausstellung. 2005 und 2006 absolvierte sie ein wissenschaftliches Volontariat am Herzog Anton Ulrich-Museum in Braunschweig, das sie bei der Klassik Stiftung Weimar fortsetzte. Danach war sie als wissenschaftliche Mitarbeiterin der Klassik Stiftung Weimar sowie freiberuflich tätig. 2009 wurde sie Kuratorin der Stadtgeschichte der Städtischen Museen Jena. Von Ende 2009 bis Ende 2021 war sie als persönliche Referentin des Generaldirektors der Museen der Klassik Stiftung Weimar und als Abteilungsleitung Sammlung/Wissenschaft und Stellvertretung des Generaldirektors der Museen tätig.
Sie arbeitete u. a. an der 3. Thüringer Landesausstellung „Maria Pawlowna – Zarentochter am Weimarer Hof“ 2003, der Ausstellung „Ereignis Weimar“ 2007 im Residenzschloss Weimar und der Ausstellung „Das Bauhaus kommt aus Weimar“ 2009 mit und war Mitglied des Kuratorenteams der Dauerausstellung „Lebensfluten – Tatensturm“ ab 2011 im Goethe-Nationalmuseum, und von „Abenteuer der Vernunft. Goethe und die Naturwissenschaften um 1800“ 2019/2020 im Schillermuseum in Weimar, „Ich hasse die Natur!“ 2021 im Schillermuseum. Sie initiierte unter anderem die Ausstellungen „Fakefood – Essen zwischen Schein und Sein“ 2023 und „Vor 1000 Jahren. Leben am Hof von Kunigunde und Heinrich II.“ 2024 in Bamberg.
Von 2022 bis Ende 2024 war sie Direktorin der Museen der Stadt Bamberg. Im Januar 2025 übernahm sie die Direktion der Städtischen Museen Jena.[veraltet]

## Publikationen (Auswahl)

### Als Autorin
- Schmellers Porträts zwischen Individualität und Typisierung, in: Johann Joseph Schmeller. Ein Porträtist im Dienste Goethes, Katalog zur gleichnamigen Ausstellung 2003 im Goethe-Nationalmuseum in Weimar. Weimar 2003, S. 73–89.
- Die Perücken haben heutzutage einen nicht geringen Anteil an dem Ceremoniell – Die Herrenperücke als Kleidungsstück ... in: Jochen Luckardt (Hrsg.): Lockenpracht und Herrschermacht. Perücken als Statussymbol und modisches Accessoire. Ausstellungskatalog. Leipzig 2006, S. 13–23.
- Ein Schlossbau im europäischen Kontext. Die Pläne der Weimarer Wilhelmsburg von Johann David Weidner aus dem Jahr 1750. in: Hellmut Seemann (Hg.): Europa in Weimar – Visionen eines Kontinents. Göttingen, Wallstein-Verlag, 2008, S. 105–137.
- Goethe als Sammler figürlicher Bronzen. Sammlungsgeschichte und Bestandskatalog. Leipzig 2009, 183 S.
- Eine bürgerliche Stube mit akademischem Bildprogramm. Die Malereien in der Schlossgasse 1, in: Lutz Scherf und Birgitt Hellmann, Jenaer Hausgeschichten: Bauforschung und Baugeschichte im Modell, Stadtmuseum, Städtische Museen, Jena, 2011, S. 93–112.
- Apoll und Dionysos im Zusammenspiel der Künste – zur Ikonographie der Reliefs von Christian Friedrich Tieck im Gentz'schen Treppenhaus des Weimarer Residenzschlosses. in: Albert Meier, Thorsten Valk (Hrsg.): Konstellationen der Künste um 1800. Göttingen 2015.
- Restaurierte Rekonstruktionen und lebendiger Spielbetrieb : das Liebhabertheater auf Schloss Kochberg. in: Sein oder Nichtsein? Theaterbauten in der Sanierung. Tagungsband ICOMOS. Frankfurt/Main 2023, S. 74–82.

### Als Herausgeberin
- mit Wolfgang Holler: Goethes Wohnhaus. Weimar 2011.
- mit Gisela Maul, Thomas Schmuck: Abenteuer der Vernunft. Goethe und die Naturwissenschaften um 1800. Ausstellungskatalog. Dresden 2019.
- mit Cornelia Ortlieb, Gudrun Püschel: Steine rahmen, Tiere taxieren, Dinge inszenieren. Sammlung und Beiwerk. Tagungsband 2017 an der Universität Luzern. Dresden 2018.